# Прекрасно и усамотено място
Прекрасно и усамотено място (на английски: A Fine and Private Place) е роман на американския писател Питър Бийгъл.
Романът е издаден през 1960 г. от американското издателство „Викинг прес“. Това е първият фентъзи роман на Питър Бийгъл, който слага началото на писателската му кариера.